# Big Falls (hrabstwo Waupaca)
Big Falls – wieś w Stanach Zjednoczonych, w stanie Wisconsin, w hrabstwie Waupaca.